# テッド・リンジー
テッド・リンジー（英語: Ted Lindsay, 本名：ロバート・ブレイク・セオドア・リンジー（Robert Blake Theodore Lindsay、1925年7月29日 - 2019年3月4日）は、カナダ連邦オンタリオ州レンフルー (Renfrew) 生まれのプロアイスホッケー選手である。ポジションはレフト・ウイング。愛称は"テリブル・テッド"("Terrible Ted") 。
3年間の待機期間を待たずしてホッケーの殿堂入りを果した名選手で、NHLではデトロイト・レッドウィングス及びシカゴ・ブラックホークスで左ウイングを務めた。また、NHL選手の待遇改善のため選手会の設立に尽力したことでも知られる。

## 経歴
父親のバート (Bert) はアイスホッケー・リンクの管理人兼マイナーリーグのゴールテンダーを務めた人物で、息子にアイスホッケーを行うことを勧めた。アマチュア時代は最初オンタリオ州カークランドレーク (Kirkland Lake) でプレイし、その後トロントの St. Michael's Majors に移籍した。
OHL（オンタリオ・ホッケーリーグ）での活躍が評価され、NHLのデトロイト・レッドウィングスのトライアウト（試用）に招かれ、1944年10月18日にFAとして19歳でメジャーリーグデビューを果した。このレッドウィングスへの入団については、ある逸話が残されている。トロントのジュニアチームに有望な若手選手（リンジーのこと）がいることを聞きつけたトロント・メープルリーフスの幹部がスカウトに対しこの選手の獲得を指示したのだが、スカウトはリンジーが足の負傷で休場していることを知らずに別の選手を幹部に指示された有望選手と誤信して獲得してしまったというものである。一方、残されたリンジーは負傷の影響でしばらく鳴りを潜めていたが、完治したのち出場したレッドウィングス配下のジュニアチームとの対戦で、元気のいいところを見せて注目を浴び、レッドウィングスとの契約に至ったといわれている。  
このような偶然から入団したレッドウィングスでは、センターのシッド・エイベル及びライト・ウイングのゴーディ・ハウとともにラインを組み、マスコミや、ファンは彼らを「プロダクションライン」と呼んだ。当時の選手の標準からすれば、5フィート8インチ、163ポンドと小柄であったが、その激しい気性とタフな当たりから「"テリブル・テッド"("Terrible Ted") 」と愛称され、敵チームサイドからはブーイングで迎えられるほど恐れられ、リーグのトップ選手に上り詰めた。なお、余りに激しいプレーをしたことから、現役時代通算で顔面を700針余り縫ったとの逸話もある。
1946-1950シーズンには、アート・ロス記念賞（リーグ得点王）を受賞し、レッドウィングスをスタンレー・カップ優勝に導いた。その時にカップを持ち上げると、それを観客にもよく見えるようにリンクの端までスケーティングしていった。この時から、この行為はスタンレー・カップの伝統になったと言われている。その後5年間でレッドウィングスのカップ優勝3回（1952年、1954年、1955年）に貢献し、1957年3月の雑誌『スポーツ・イラストレイテッド』の表紙をハウとともに飾った。
一度リンクを下りれば敵味方を問わず選手は皆仲間という考えの持ち主であえい、1957年、モントリオール・カナディアンズのスターディフェンスであったダグ・ハーヴェイ (Doug Harvey) らとともに少人数のグループを率いてNHL史上初の選手会を結成する動きを見せたことから、オーナー達との間に亀裂が生じた。当時は、チームは文字通り選手をその現役時代を通じて「保有する」といった状況であったが、リンジー達の一派は、最低年俸や退職後の年金制度といった基本的な要求を経営者側に突きつけた。しかし、このとき経営者側は明確な回答を出すには至らなかった。当時の状況は、オーナー達は毎試合チケットが完売になり金持ちになっていく一方で、選手は僅かな金をもらえるだけでオフシーズンの夏にはアルバイトをこなさなければならないほどであった。選手達の多くは、高等学校以上の学歴を持たず、職業生活の大半をプロアイスホッケー選手として過ごさなければならなかった。1950年代においてはスーパースターでさえ年俸25,000ドル程度しか稼げず、現役を引退すると生きるためにはどんな仕事でも甘んじて行わなければならなかった。粘り強く選手組合のために活動したが、彼を支援する選手達は、出場機会を与えられなかったり、名もないマイナーリーグへと送られた。トップ選手であったリンジー自身も、方言癖のあった若手ゴールテンダーのグレン・ホールとともに1957年7月23日に当時万年最下位チームであったシカゴ・ブラックホークスにトレードで放出された。1960年に一旦引退するまでブラックホークスで3年間プレーした。
そしてその4年後、レッドウィングスでコーチを務めていたかつてのチームメートだったシッド・エイベルが、39歳になったリンジーを勧誘し、現役復帰した。1964年10月14日の再入団時には、保有権を持つブラックホークスからの金銭トレードの形をとった。この年1年限りで1965年に完全に現役を引退した。

### 引退後
1966年には殿堂入りし、1991年にはその背番号7はレッドウィングスの永久欠番となった。
なお、1977年にリンジーは当時プレイオフ進出さえ果せない苦境にあえいでいたレッドウィングスのGMに就任した。リンジーは見事チームの建て直しを図り NHL's executive of the year に選出されている。
2019年3月4日、ミシガン州オークランドの自宅にて死去。93歳没。

## 詳細情報

### 通算成績
| 1944-45 | デトロイト・レッドウィングス | NHL     | 45   | 17  | 6   | 23  | 43   | 14  | 2  | 0  | 2  | 6   |
| 1945-46 | デトロイト・レッドウィングス | NHL     | 47   | 7   | 10  | 17  | 14   | 5   | 0  | 1  | 1  | 0   |
| 1946-47 | デトロイト・レッドウィングス | NHL     | 59   | 27  | 15  | 42  | 57   | 5   | 2  | 2  | 4  | 10  |
| 1947-48 | デトロイト・レッドウィングス | NHL     | 60   | 33  | 19  | 52  | 95   | 10  | 3  | 1  | 4  | 6   |
| 1948-49 | デトロイト・レッドウィングス | NHL     | 50   | 26  | 28  | 54  | 97   | 11  | 2  | 6  | 8  | 31  |
| 1949-50 | デトロイト・レッドウィングス | NHL     | 69   | 23  | 55  | 78  | 141  | 13  | 4  | 4  | 8  | 16  |
| 1950-51 | デトロイト・レッドウィングス | NHL     | 67   | 24  | 35  | 59  | 110  | 6   | 0  | 1  | 1  | 8   |
| 1951-52 | デトロイト・レッドウィングス | NHL     | 70   | 30  | 39  | 69  | 123  | 8   | 5  | 2  | 7  | 8   |
| 1952-53 | デトロイト・レッドウィングス | NHL     | 70   | 32  | 39  | 71  | 111  | 6   | 4  | 4  | 8  | 6   |
| 1953-54 | デトロイト・レッドウィングス | NHL     | 70   | 26  | 36  | 62  | 110  | 12  | 4  | 4  | 8  | 14  |
| 1954-55 | デトロイト・レッドウィングス | NHL     | 49   | 19  | 19  | 38  | 85   | 11  | 7  | 12 | 19 | 12  |
| 1955-56 | デトロイト・レッドウィングス | NHL     | 67   | 27  | 23  | 50  | 161  | 10  | 6  | 3  | 9  | 22  |
| 1956-57 | デトロイト・レッドウィングス | NHL     | 70   | 30  | 55  | 85  | 103  | 5   | 2  | 4  | 6  | 8   |
| 1957-58 | シカゴ・ブラックホークス     | NHL     | 68   | 15  | 24  | 39  | 110  | -   | -  | -  | -  | -   |
| 1958-59 | シカゴ・ブラックホークス     | NHL     | 70   | 22  | 36  | 58  | 184  | 6   | 2  | 4  | 6  | 13  |
| 1959-60 | シカゴ・ブラックホークス     | NHL     | 68   | 7   | 19  | 26  | 91   | 4   | 1  | 1  | 2  | 0   |
| 1964-65 | デトロイト・レッドウィングス | NHL     | 69   | 14  | 14  | 28  | 173  | 7   | 3  | 0  | 3  | 34  |
| NHL合計 | NHL合計                      | NHL合計 | 1068 | 379 | 472 | 851 | 1808 | 133 | 47 | 49 | 96 | 194 |

### 表彰
- アート・ロス記念賞（1950年）

### 記録
- オールスター第1チーム選抜（1948年、1950年、1951年、1952年、1953年、1954年、1956年、1957年）
- オールスター第2チーム選抜（1949年）
- オールスターゲーム選出：1947年から1957年まで11年連続